# بياتريس مونروي
بياتريس مونروي (بالإيطالية: Beatrice Monroy)‏ (1953، باليرمو في إيطاليا)؛ روائية إيطالية.